# Schizochiton jousseaumei
Schizochiton jousseaumei är en blötdjursart som beskrevs av Augustin Noel Aristide Dupuis 1917. Schizochiton jousseaumei ingår i släktet Schizochiton och familjen Schizochitonidae.
Artens utbredningsområde är Adenviken. Inga underarter finns listade i Catalogue of Life.